# Старий Томисль
Старий Томисль (пол. Stary Tomyśl, нім. Alttomischel) — село в Польщі, у гміні Новий Томишль Новотомиського повіту Великопольського воєводства.
Населення — 661 особа (2011).
У 1975-1998 роках село належало до Познанського воєводства.

## Демографія
Демографічна структура станом на 31 березня 2011 року:
|          | Загалом | Допрацездатний вік | Працездатний вік | Постпрацездатний вік |
| -------- | ------- | ------------------ | ---------------- | -------------------- |
| Чоловіки | 323     | 80                 | 219              | 24                   |
| Жінки    | 338     | 79                 | 202              | 57                   |
| Разом    | 661     | 159                | 421              | 81                   |